# 네이버 스마트보드
네이버 스마트보드(Naver Smart Board)는 네이버에서 개발한 키보드 앱이다. 네이버 스마트보드가 탑재된 기능은 검색, 이모지, 스티커, 짤방, 그림판, 번역, 퀵문자, 자주 쓰는 문구 등 다양한 기능들을 제공한다.

## 역사
- 2017년 6월 26일: '네이버-스마트보드'를 안드로이드 오픈 베타로 출시
- 2017년 10월 26일: iOS 버전을 출시
- 2021년 6월 1일: 안드로이드버전 서비스 종료 예정[1]
- 2021년 6월 30일: iOS 버전 서비스 종료 예정
- 2021년 6월 15일: 서비스 종료 철회[2]

## 기능
네이버 스마트보드는 검색, 이모지, 스티커, 짤방, 그림판, 번역 등 다양한 기능들을 제공한다.